# Barentsia bullata
Barentsia bullata är en bägardjursart som först beskrevs av Fleming 1825.  Barentsia bullata ingår i släktet Barentsia och familjen Barentsiidae. Inga underarter finns listade i Catalogue of Life.